# Liste der Mitglieder des liechtensteinischen Landtags (1989)
Diese Liste führt die Mitglieder des Landtags des Fürstentums Liechtenstein auf, der aus den Wahlen vom 5. März 1989 hervorging. Die Legislaturperiode dauerte bis 1993. Das Besondere an dieser Wahl war, dass es das erste Mal war, dass der liechtensteinische Landtag aus 25 Abgeordneten bestand. Erst im Jahr 1988 war die Anzahl von 15 auf 25 erhöht worden. Dabei blieb aber das Verhältnis der Abgeordneten beider Wahlkreise unberührt. Statt neun Abgeordnete kamen nun fünfzehn aus dem Oberland; das Unterland schickte zehn ins Parlament.

## Zusammensetzung
Von 13'307 Wahlberechtigten nahmen 12'094 Personen an der Wahl teil (90,9 %). Von diesen waren 11'957 Stimmen gültig. Die Stimmen und Mandate verteilten sich in den beiden Wahlkreisen – Oberland und Unterland – wie folgt:
| Partei                              | Stimmen  | Stimmen   | Stimmen   | Stimmen       | Sitze    | Sitze     | Sitze     |
| ----------------------------------- | -------- | --------- | --------- | ------------- | -------- | --------- | --------- |
| Partei                              | Oberland | Unterland | insgesamt | Stimmenanteil | Oberland | Unterland | insgesamt |
| Fortschrittliche Bürgerpartei (FBP) | 48'439   | 18'943    | 67'382    | 42,13 %       | 7        | 5         | 12        |
| Vaterländische Union (VU)           | 58'286   | 17'131    | 75'417    | 47,15 %       | 8        | 5         | 13        |
| Freie Liste (FL)                    | 9'860    | 2'230     | 12'090    | 7,56 %        | 0        | 0         | 0         |
| Überparteiliche Liste (ÜLL)         | 4'555    | 506       | 5'061     | 3,16 %        | 0        | 0         | 0         |

## Liste der Mitglieder
| Name               | Fraktion | Wahlkreis | Stimmen | Bemerkung             |
| ------------------ | -------- | --------- | ------- | --------------------- |
| Josef Biedermann   |          |           |         | Landtagsvizepräsident |
| Manfred Biedermann |          |           |         |                       |
| Josef Büchel       |          |           |         |                       |
| Emma Eigenmann     | FBP      |           |         |                       |
| Hermann Hassler    |          |           |         |                       |
| Otmar Hasler       | FBP      |           |         |                       |
| Patrick Hilty      |          |           |         |                       |
| Martin Jehle       | FBP      |           |         |                       |
| Carl Kaiser        |          |           |         |                       |
| Johann Kindle      |          |           |         |                       |
| Paul Kindle        |          |           |         |                       |
| Oswald Kranz       |          |           |         |                       |
| Helmuth Matt       |          |           |         |                       |
| Walter Oehry       | VU       |           |         |                       |
| Alois Ospelt       |          |           |         |                       |
| Heinz Ritter       | FBP      |           |         |                       |
| Karlheinz Ritter   |          |           |         | Landtagspräsident     |
| Alfons Schädler    |          |           |         |                       |
| Walter Schädler    |          |           |         |                       |
| Georg Schierscher  |          |           |         |                       |
| Georg Vogt         | VU       |           |         |                       |
| Dieter Walch       | FBP      |           |         |                       |
| Ernst Walch        |          |           |         |                       |
| Reinhard Walser    |          |           |         |                       |
| Günther Wohlwend   |          |           |         |                       |

## Liste der Stellvertreter
| Name            | Fraktion | Wahlkreis | Stimmen | Bemerkung |
| --------------- | -------- | --------- | ------- | --------- |
| Hugo Allgäuer   |          |           |         |           |
| Louis Gassner   |          |           |         |           |
| Karlheinz Oehri |          |           |         |           |
| Xaver Schädler  |          |           |         |           |
| Anton Vogt      |          |           |         |           |
| Franz Wachter   |          |           |         |           |